# Cabramurra
Cabramurra est un village de Nouvelle-Galles du Sud en Australie à 503 km de Sydney et à 223 de Canberra. C'est le plus haut village sur le continent australien, situé à 1 475 m d'altitude dans l'ouest des Snowy Mountains de la cordillère australienne. Le nom Cabramurra pourrait être tiré du mot aborigène Wiradjuri gambirra marra, qui signifie « main tordue ». Elle compte 60 habitants en 2006.
Cabramurra a été créé en 1954 en utilisant des maisons préfabriquées, dans le cadre des Snowy Mountains Scheme et Snowy Mountains Hydro-Electric Scheme. Cabramurra est une «ville de compagnie», le lieu de résidence des travailleurs de la centrale hydro-électrique Tumut 2 et du barrage associé.
Le village dispose de 48 maisons, un magasin général et une station d'essence, une école primaire, un pub, une piscine couverte, de pistes de ski et de courts de tennis. Les villages les plus proches pour les commerces sont Adaminaby et Tumut; les grandes villes les plus proches (avec un hôpital) sont Canberra, Tumbarumba et Cooma. Les évacuations d'urgence peuvent être effectuées par hélicoptère.
En hiver, le village peut être couvert de neige pendant 3 à 4 mois. Cela a dicté la conception de bâtiments avec un toit très pentu pour les maisons. La piste de ski a été la première en Australie à avoir installé l'éclairage de nuit pour en permettre l'utilisation.
Le village est situé dans les limites du parc national du Kosciuszko, sur la route entre Kiandra et Khancoban, une autre centrale hydro-électrique de la région. En hiver, la route reste dégagée vers Kiandra. La route du sud passant sur le barrage est fermée à la circulation.